# Kieran Powell
Kieran Powell (né le 6 mars 1990 à Charlestown, Niévès) est un joueur de cricket. 
Il joue internationalement avec l'équipe des Indes occidentales de cricket.
En décembre 2015, après des différends avec le West Indies Cricket Board, l'instance dirigeante du cricket dans les Indes occidentales, Powell s'entraîne en Floride aux États-Unis en vue de changer de sport, du cricket au baseball. En janvier 2016, Powell, qui n'a jamais disputé un match de baseball organisé et ne possédait pas de gant de baseball avant l'été précédent, a tenu des entraînements devant des recruteurs des Brewers de Milwaukee et des Mets de New York de la Ligue majeure de baseball.